# Acridotheres fuscus
Acridotheres fuscus là một loài chim trong họ Sturnidae.
Loài sáo này được tìm thấy phân bố đều đặn trên phần lớn đất liền của Tiểu lục địa Ấn Độ nhưng không có ở các vùng khô hạn của Ấn Độ. Chúng có thể dễ dàng nhận ra bởi chùm lông trên trán tạo thành mào trước, một đặc điểm cũng được tìm thấy trong sáo Java có liên quan chặt chẽ và sáo bụng nhạt vốn được coi là một loài phân trong quá khứ. Mắt nhợt nhạt, vàng hoặc xanh lam tùy thuộc vào quần thể và phần gốc của mỏm màu vàng cam đậm. Chúng cũng đã được đưa vào nhiều nơi khác trên thế giới bao gồm Fiji, Đài Loan, quần đảo Andaman và một phần của Nhật Bản. Loài này cũng đã tự phát tán đến một số hòn đảo ở Thái Bình Dương.

## Hình ảnh

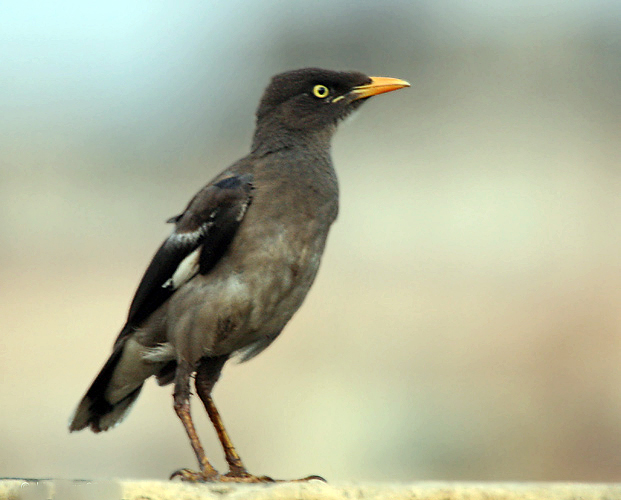
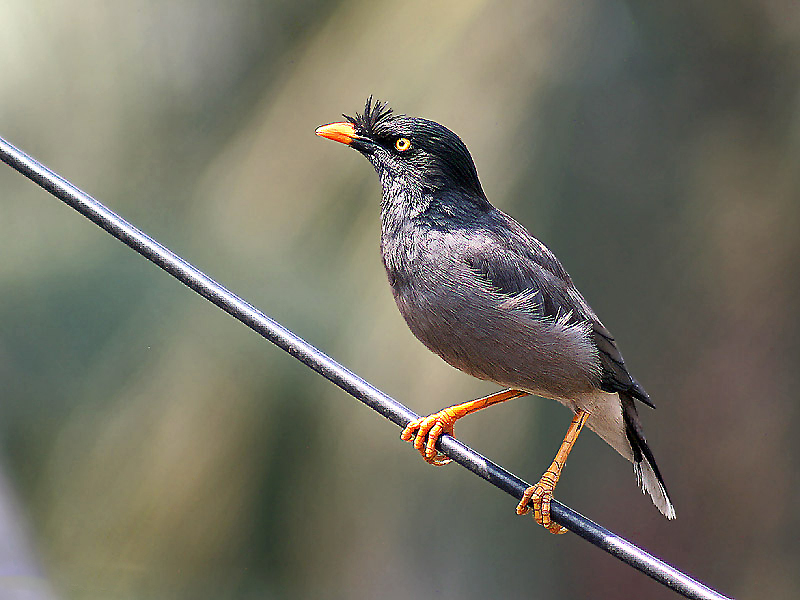
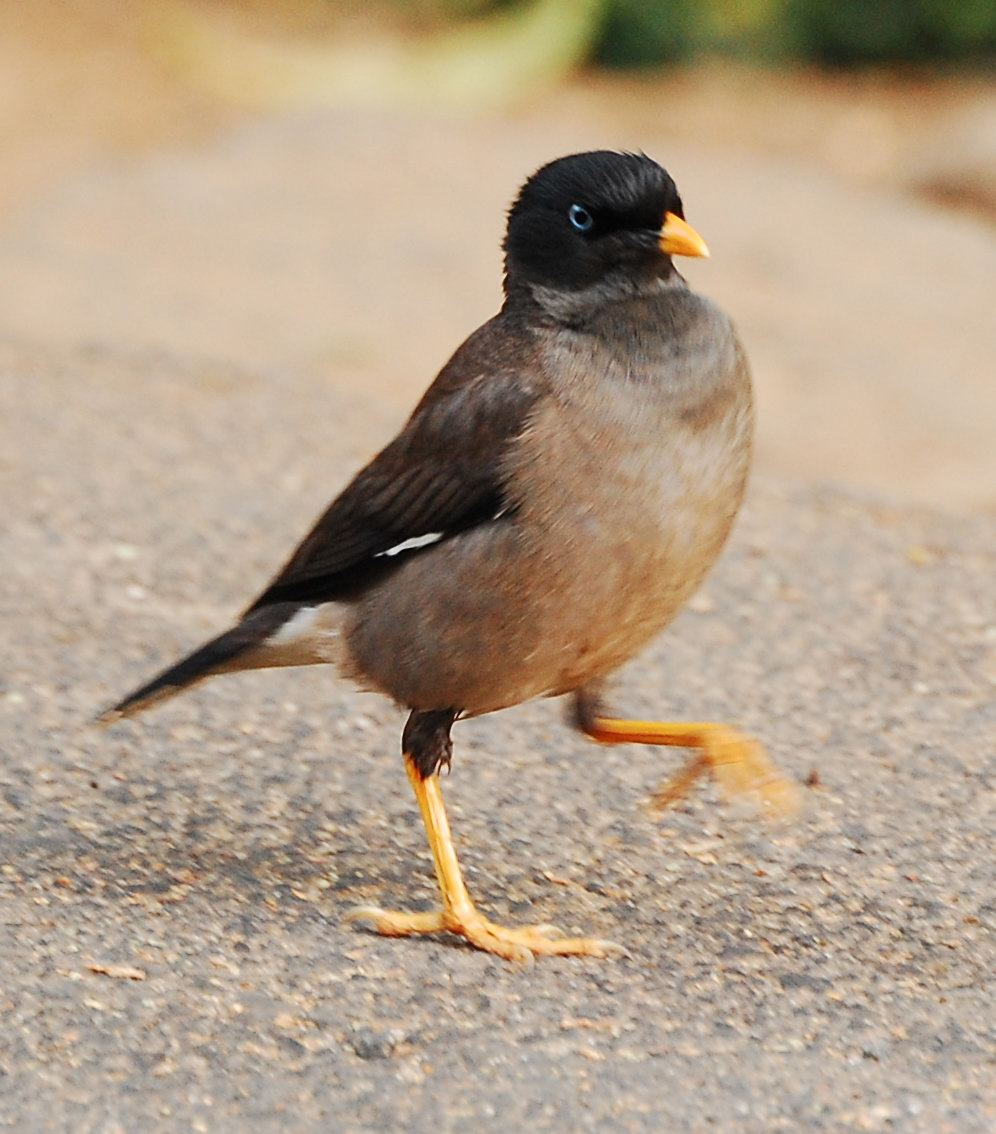